# Összlengyel Ifjúság
A Młodzież Wszechpolska (magyarul: Összlengyel Ifjúság) nemzeti-konzervatív nézeteket valló lengyel ifjúsági szervezet, amely a 20. század eleji Nemzeti Demokrata Mozgalom hagyományaira utal. A jelenlegi szervezetet 1922-ben alapították. Célja a lengyel nemzeti identitás és a katolikus értékek védelme, valamint a fiatalok hazafias nevelése.
A Młodzież Wszechpolska egyben a lengyel Függetlenségi Menetelés (Marsz Niepodległości) társszervezője, és Lengyelország egyik legaktívabb politikai ifjúsági szervezetének számít.

## Történelem és ideológia
Az első Összlengyel Ifjúsági Szervezetet 1922-ben alapították, és a Nemzeti Demokrácia ifjúsági szárnyaként működött. A második világháború után megszűnt, majd 1989-ben újraaktiválták. Újraalapítását követően a szervezet célul tűzte ki a fiatalok nemzeti és katolikus szellemben való nevelését, valamint a lengyel nemzeti identitás erősítését. A szervezet hangsúlyozza a nemzeti szuverenitás fontosságát, és bírálja a liberalizmust és a globalizációt.

### Nacionalizmus

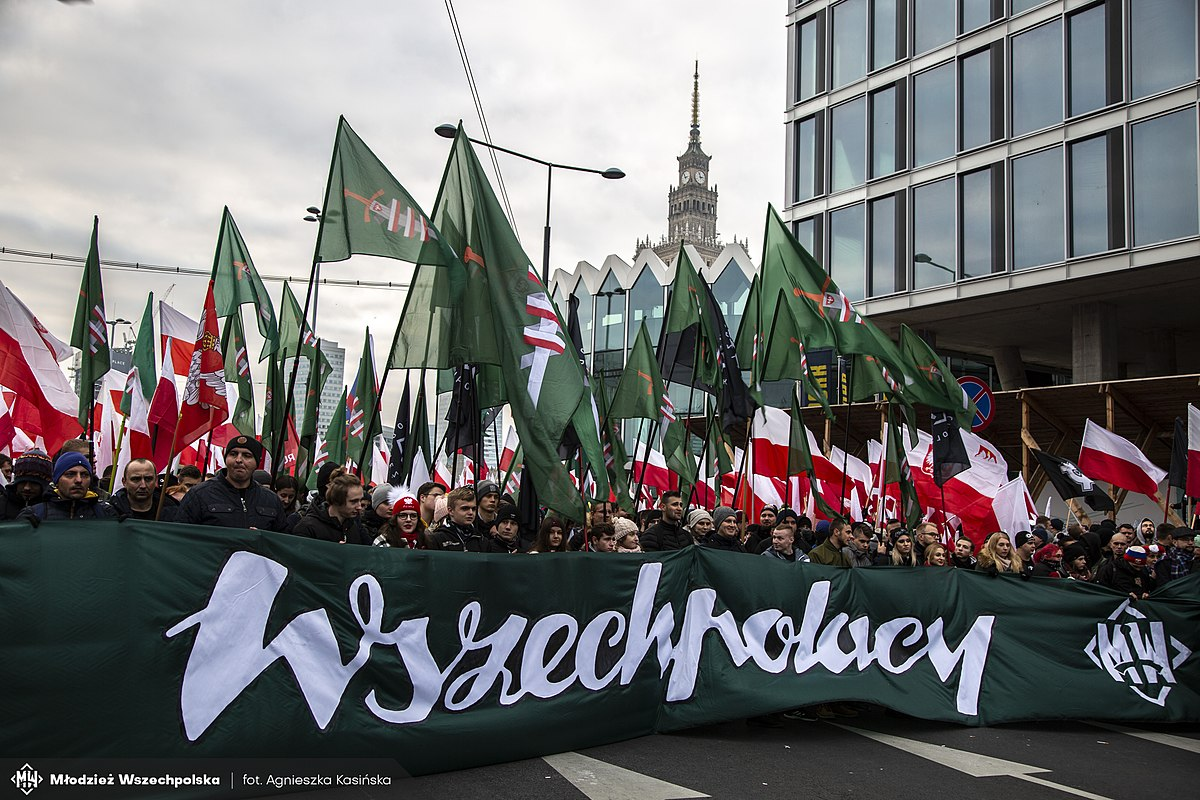
Młodzież Wszechpolska podczas Marszu Niepodległości 2019

A szervezet fő célkitűzése a lengyel nemzeti közösség védelme és megerősítése. Támogatja a hagyományos nemzeti szimbólumokat, a történelmi hősök kultuszát, és elutasítja az olyan eszméket, amelyek veszélyeztetik a nemzeti szuverenitást, mint a globalizáció vagy a nemzetek feletti integráció (pl. EU-bürokrácia).

### Katolicizmus
A Młodzież Wszechpolska a katolikus egyház tanításaira építi etikai és erkölcsi nézeteit. Támogatja a katolikus egyház közéleti szerepvállalását, elutasítja az abortuszt, az eutanáziát és az LMBTQ-ideológiát. Fontosnak tartják a hagyományos családmodellt, mint a társadalom alapját.

### Antiliberalizmus
A szervezet nyíltan kritikus a liberalizmus, a baloldali ideológiák és a politikai korrektség irányában. Elutasítják a multikulturalizmust, az individualizmust és az erkölcsi relativizmust, mivel ezeket a társadalmi egységet és a keresztény értékrendet fenyegető ideológiáknak tartják.

## Tevékenységek és kampányok
Az Összlengyel Ifjúság számos társadalmi és hazafias kampányt szervez, amelyek célja a nemzeti tudatosság erősítése és a fiatalok bevonása a közéleti életbe. Néhány kiemelkedő tevékenységük:
- „Szeretem Lengyelországot” kampány – Egy évig tartó kampány, amelynek keretében plakátokat osztanak szét lengyel városokban, a hazaszeretetet és a nemzeti büszkeséget hirdetve. A kampányban olyan történelmi személyek képei szerepelnek, mint Roman Dmowski, Ignacy Paderewski és Józef Piłsudski.
- „Állítsuk meg a drogpornográfiát” kampány – A szervezet csatlakozott egy törvényhozási kezdeményezéshez, amelynek célja a gyermekek és serdülők pornográfiához való hozzáférésének korlátozása.
- „Győzelmi menet” (Marsz Zwycięstwa) – Évente megrendezett felvonulás Varsóban, amely a lengyel hadsereg győzelmeinek, különösen az 1920-as varsói csatának az emlékére szolgál.
- Tüntetések az illegális bevándorlás ellen – A szervezet rendszeresen szervez demonstrációkat a bevándorlás és a nyílt határok politikája ellen.
- Véradási kampányok – A nyári hónapokban a szervezet véradási kampányokat szervez, ösztönözve a fiatalokat az önkéntes véradásra.
- Marsz Niepodległości (Függetlenségi Menetelés) – Lengyelország legnagyobb éves hazafias rendezvénye, amelyet november 11-én, a lengyel függetlenség napján rendeznek meg Varsóban. A Młodzież Wszechpolska az egyik fő szervezője az eseménynek.

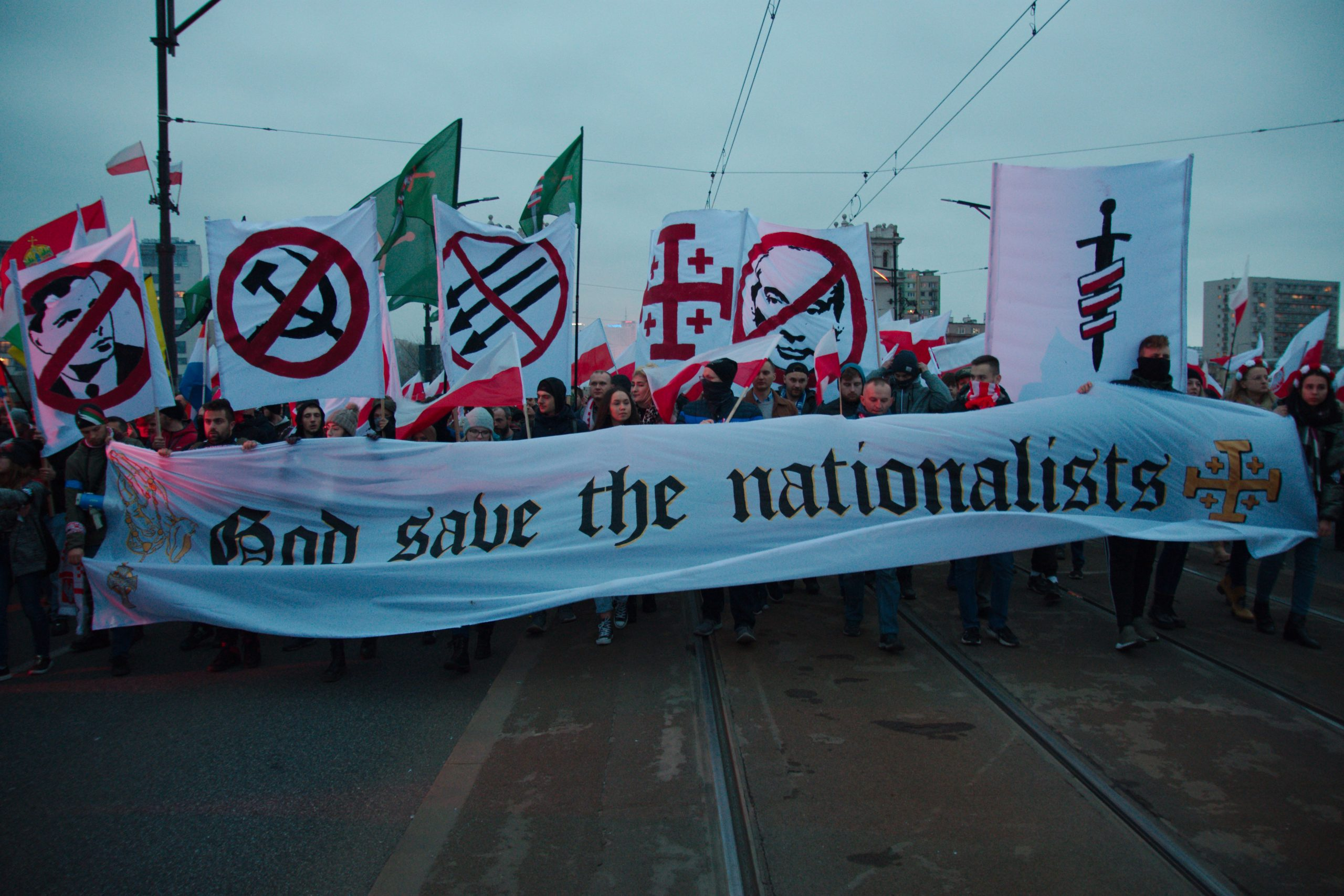
Młodzież Wszechpolska na Marszu Niepodległości

## Nemzetközi kapcsolatok és együttműködés
Az Összlengyel Ifjúság aktívan keresi a kapcsolatokat más európai ifjúsági, nemzeti és konzervatív szervezetekkel. Különösen szoros kapcsolatot ápol a Mi Hazánk Ifjai magyar ifjúsági szervezettel. A Hazánk Ifjúságának képviselői részt vettek a lengyelországi Függetlenségi Menetelésen, és a két szervezet közötti együttműködés fejlődik, különösen a Jobbik országos vonalának meggyengülése után.
A két szervezet 2022-ben hivatalos partnerséget is kötött.

## Szervezeti felépítés és tagság
A szervezet tagjai 15 és 30 év közötti fiatalok, akik hat hónapos próbaidő után válhatnak teljes jogú taggá. A tagok részt vehetnek a szervezet számos tevékenységében, beleértve a helyi csoportokat, országos rendezvényeket és képzéseket. A szervezet nagy hangsúlyt fektet tagjai szellemi, fizikai és erkölcsi fejlődésére, valamint a társadalmi életben való aktív részvételre.

## Fordítás
Ez a szócikk részben vagy egészben  a   Młodzież Wszechpolska című lengyel Wikipédia-szócikk ezen változatának fordításán alapul.  Az eredeti cikk szerkesztőit annak laptörténete sorolja fel. Ez a jelzés csupán a megfogalmazás eredetét és a szerzői jogokat jelzi, nem szolgál a cikkben szereplő információk forrásmegjelöléseként.